# Saint-Nazaire Volley-Ball Atlantique
Il Saint-Nazaire Volley-Ball Atlantique è una società pallavolistica maschile francese con sede a Saint-Nazaire: milita nel campionato di Ligue A.

## Storia
Il Saint-Nazaire Volley-Ball Atlantique viene fondato nel 1993 dalle ceneri di un'altra società, il Saint-Nazaire Volley-Ball, a sua volta fondata nell'anno precedente; il club comincia la propria attività dal campionato di Nationale 2, categoria che vince nel 1995, ma non ottiene la promozione in Nationale 1, promozione che poi arriva nel 2002.
Nella seconda serie del campionato francese, la squadra milita per undici stagioni consecutive, prima di trovare la promozione in Ligue A, dove debutta nella stagione 2013-14. Dopo due stagioni nella massima divisione, riparte dalla Nationale 1. Nella stagione 2021-22 vince il campionato di Ligue B ottenendo la sua seconda promozione in Ligue A.
Nell'annata 2023-24 vince il suo primo scudetto, superando nella doppia finale dei play-off il Tours.

## Rosa 2024-2025
| N° | Nome              | Ruolo | Data di nascita  | Nazionalità sportiva |
| -- | ----------------- | ----- | ---------------- | -------------------- |
| 1  | Jordan Ewert      | S     | 18 marzo 1997    | Stati Uniti          |
| 2  | Titouan Halle     | S     | 22 agosto 1998   | Francia              |
| 3  | Nicolas Burel     | C     | 7 settembre 1991 | Francia              |
| 4  | Hélder Spencer    | C     | 6 ottobre 1992   | Capo Verde           |
| 5  | Luuc van der Ent  | C     | 27 luglio 1998   | Paesi Bassi          |
| 6  | Henri Léon        | O     | 15 dicembre 2003 | Francia              |
| 7  | Sulyvan Fredureau | C     | 28 luglio 2006   | Francia              |
| 8  | Romain Valefuaniu | S     | 2 settembre 2003 | Francia              |
| 9  | Florian Poisson   | S     | 17 aprile 2005   | Francia              |
| 10 | Liam Varier       | P     | 9 febbraio 2003  | Francia              |
| 12 | Lourenço Martins  | S     | 30 aprile 1997   | Portogallo           |
| 13 | Fedor Ivanov      | P     | 1º dicembre 2000 | Finlandia            |
| 14 | Romain Devèze     | L     | 5 ottobre 1993   | Francia              |
| 15 | Audric Taramini   | C     | 1º ottobre 2002  | Francia              |
| 17 | Jordan Canham     | O     | 11 gennaio 1900  | Canada               |
| 22 | Robin Henry       | P     | 17 febbraio 2006 | Francia              |

## Palmarès
- Campionato francese: 1

2023-24